# UFC 12
UFC 12: Judgement  Day var en mixed martial arts-gala arrangerad av Ultimate Fighting  Championship (UFC) i Dothan i Alabama i USA på Dothan Civic  Center Arena den 7 februari 1997.